# Sophie Lavagna
Pour les articles homonymes, voir Lavagna (homonymie).
Sophie Lavagna, née le 22 juillet 1965 à Nice, est une avocate et femme politique monégasque.

## Biographie
Sophie Lavagna, née le 22 juillet 1965 à Nice, en France, est diplômée d'études approfondies en droit privé de l'entreprise, diplômée d'études supérieures spécialisées en droit notarial, titulaire du Certificat d'aptitude à la profession d'avocat et docteur en droit pénal de l'université Nice-Sophia-Antipolis (1998), Sophie Lavagna devient avocate au barreau de Monaco en 2006.
Nommée au Conseil économique et social en 2003, elle est élue au Conseil national en 2008 sous les couleurs d'Horizon Monaco.